# Horst Hoeck
Horst Wilhelm Albert Hoeck (ur. 19 maja 1904 w Charlottenburgu, zm. 6 kwietnia 1969 w Berlinie Zachodnim) – niemiecki wioślarz, złoty medalista olimpijski.
Wystąpił na igrzyskach olimpijskich w Amsterdamie w 1928, odpadając w ćwierćfinałach dwójek podwójnych. Na rozgrywanych cztery lata później igrzyskach olimpijskich w Los Angeles Niemcy w składzie: Hans Eller, Horst Hoeck, Walter Meyer, Joachim Spremberg i Carlheinz Neumann (sternik) zdobyli złoty medal w czwórkach ze sternikiem. W finale o 0,2 sekundy wyprzedzili Włochów i o ponad 7 sekund Polaków.
Trzykrotnie zdobywał mistrzostwo kraju: w ósemkach w 1926, w dwójkach podwójnych w 1928 oraz w czwórkach ze sternikiem w 1931. W latach 1956-1958 był wiceprezesem Berliner Ruder-Club. Po II wojnie światowej mieszkał w Berlinie Wschodnim. Podczas próby ucieczki został poważnie ranny. Z pomocą żony, Ingrid, uciekł ze szpitala do Berlina Zachodniego. Prowadził tam zakład produkcji alkoholu oraz winiarnię, założone przez jego ojca w 1892 roku.
W 2015 roku jego złoty medal olimpijski został odnaleziony w sejfie w budynku, w którym Hoeck mieszkał do 1949 roku.